# 크리스천 클레먼슨
크리스천 클레먼슨(Christian Clemenson, 1958년 3월 17일 ~ )은 미국의 배우이다.

## 출연 작품
- 말리그넌트 (2021년) - 빅터 필드 역
- 낫 세이프 포 워크 (2014년) - 알란 에머리치 역
- 제이. 에드가 (2011년)
- 플라이트 93 (2006년)
- 로스트 & 파운드 (1999년)
- 덤 앤 더머 서부시대로 가다 (1998년)
- 마이티 조 영 (1998년)
- 위대한 레보스키 (1998년)
- 아마겟돈 (1998년)
- 아폴로 13 (1995년)
- 앤 더 밴드 플레이드 온 (1993년)
- 리틀 빅 히어로 (1992년) - 제임스 콘클린 역
- 피셔 킹 (1991년)
- 뱃 인플루언스 (1990년)
- 사이보그 유리시즈 (1987년)
- 브로드캐스트 뉴스 (1987년) - 바비 역
- 블랙 위도우 (1987년)
- 한나와 그 자매들 (1986년)
- 제2의 연인 (1986년)

### 텔레비전
- 베로니카 마스 (2004년)
- 멘탈리스트 1 (2008년)
- 보스턴 리걸 시즌5
- 브리스코 카운티 주니어의 모험 (1993년)